# Tolna (Dakota del Nord)
Tolna és una població dels Estats Units a l'estat de Dakota del Nord. Segons el cens del 2000 tenia 202 habitants.

## Demografia
Segons el cens del 2000, Tolna tenia 202 habitants, 104 habitatges, i 50 famílies. La densitat de població era de 101,3 hab./km².
Dels 104 habitatges en un 22,1% hi vivien nens de menys de 18 anys, en un 41,3% hi vivien parelles casades, en un 7,7% dones solteres, i en un 51% no eren unitats familiars. En el 47,1% dels habitatges hi vivien persones soles el 35,6% de les quals corresponia a persones de 65 anys o més que vivien soles. El nombre mitjà de persones vivint en cada habitatge era d'1,94 i el nombre mitjà de persones que vivien en cada família era de 2,82.
Per edats la població es repartia de la següent manera: un 20,3% tenia menys de 18 anys, un 4,5% entre 18 i 24, un 20,8% entre 25 i 44, un 24,8% de 45 a 60 i un 29,7% 65 anys o més.
L'edat mediana era de 49 anys. Per cada 100 dones de 18 o més anys hi havia 62,6 homes.
La renda mediana per habitatge era de 23.000 $ i la renda mediana per família de 45.000 $. Els homes tenien una renda mediana de 31.250 $ mentre que les dones 17.188 $. La renda per capita de la població era de 18.430 $. Cap de les famílies i l'11,3% de la població estaven per davall del llindar de pobresa.

## Poblacions més properes
El següent diagrama mostra les poblacions més properes.